# Crêt Rond
Crêt Rond är en kulle i Schweiz. Den ligger i kantonen Neuchâtel, i den västra delen av landet, 70 km väster om huvudstaden Bern. Toppen på Crêt Rond är 991 meter över havet.